# Огнехвъргачка
Огнехвъргачката е оръжие за поразяване на жива сила с огнена струя, подпалване на бойна техника и предизвикване на пожари.
Състои се от резервоар за горивната смес, маркуч и запалка. Ефективният обхват достига до 80 м. Бива преносима, окопна, танкова, фугасна и реактивна.
За първи път се използва от войски на Германия през 1915 г.